# Заковряшин, Ефим Степанович
Ефим Степанович Заковряшин — командир отделения 21-й отдельной разведывательной роты (27-я стрелковая дивизия, 19-я армия, 2-й Белорусский фронт), старшина.

## Биография
Ефим Степанович Заковряшин родился в крестьянской семье в селе Артамоново Барнаульского уезда Томской губернии (в настоящее время Сузунский район Новосибирской области). В 1932 году окончил 5 классов школы. Работал в колхозе, затем слесарем водопроводчиком на стройках в Новосибирске.
24 октября 1940 года Баевским райвоенкоматом Алтайского края был призван в ряды Красной армии. Окончил полковую школу младших командиров. На фронтах Великой Отечественной войны с 24 июня 1941 года.
19-20 июля 1941 года будучи в окружении в составе 2-го стрелкового батальона из строя был выведен ручной пулемётчик. Заковряшин лёг сам за пулемёт и метким огнём уничтожил 5 солдат противника.
16 сентября 1942 года находясь в разведке на фланге противника в составе взвода пешей разведки встретился с превосходящими силами противника, смело вступил в бой и своим отделением уничтожил 10 солдат противника.
19 сентября 1942 года взвод пешей разведки был направлен на помощь окружённому отряду майора Шалгунова на высоте «Шалаши». Во время прорыва вражеского кольца Заковряшин первым поднял своё отделение в атаку, идя впереди своего отделения. В этом бою он лично уничтожил 6 солдат противника.
20 февраля 1944 года сержант Заковряшин, находясь в разведке, добыл ценные сведения о местах расположения противника, огневых точках и начертания переднего края обороны. Приказом по 104-й стрелковой дивизии Карельского фронта от 5 мая 1944 года сержант Заковряшин был награждён орденом Славы 3-й степени.
Старшина Заковряшин в боях в районе юго-западнее озера Харвасъярви в Кандалакшском районе Мурманской области с 28 июня по 1 июля 1944 года умело командовал отделением по отражению атак противника. Из личного оружия уничтожил 15 солдат противника. Приказом по 19-й армии Карельского фронта от 27 июля 1944 года он был награждён орденом Славы 2-й степени.
Командир отделения разведывательной роты старшина Заковряшин в боях в районе города Гдыня 23—25 марта 1945 года со своим отделением участвовал в отражении 12 контратак противника, где с отделением уничтожил до взвода солдат противника и 3-х взял в плен. Приказом по 2-му Белорусскому фронту он повторно был награждён орденом Славы 2-й степени. Указом Президиума Верховного Совета СССР от 26 сентября 1967 года приказ был отменён и Заковряшин был награждён орденом Славы 1-й степени.
Старшина Заковряшин был демобилизован в 1946 году. Жил в городе Керчь, переехал в Новосибирск. Работал бригадиром строительной бригады.
6 апреля 1985 года в оззнаменование 40-летия Победы он был награждён орденом Отечественной войны 1-й степени.
Скончался Ефим Степанович Заковряшин 25 июля 1998 года. Похоронен на Клещихинском кладбище (квартал 5).